# Descurainia bartschii
Descurainia bartschii är en korsblommig växtart som beskrevs av Otto Eugen Schulz. Descurainia bartschii ingår i släktet stillfrön, och familjen korsblommiga växter. Inga underarter finns listade i Catalogue of Life.